# Edinost (Trst)
Edinost su bile dvotjednik i poslije dnevnik iz Italije koje su izlazile od 8. siječnja 1876. u Trstu koji je onda bio dijelom Austro-Ugarske sve do 4. rujna 1928. (??)[nedostaje izvor]. List se definirao kao glasilo slovenskoga političkog društva tršćanske okolice (slo.: glasilo slovenskega političnega društva tržaške okolice), glasilo političkog društva Edinost za Primorsku (slo. glasilo političnega društva za Primorsko) i sl.  Slogan je bio "U jedinstvu je snaga" (slo. V edinosti je moč!). 
Tiskala ga je tiskara konzorcija lista Edinost, a prije Austrijski Lloyd. Konzorcij Edinost bio je izdavač lista.
Urednici i izdavači bili su Ivan Dolinar, poslije Štefan Godina i Filip Peric. Sjedište lista bilo je u početku u Narodnom domu, ul. Giorgia Galattija 18. Poslije je adresa bila ul. S. Francesco d'Assisi 28. Poduredništvo je bilo u Gorici u ul. Giosuèa Carduccija 7.
Slovensko društvo Edinost iz Trsta bilo je u pregovorima sa slovenskim društvom Soča iz Gorice u kojem bi već postojeći list Soča bila glasilo obaju društava iz Primorske, s time da list Soča promijeni ime u Edinost. Tršćanski Slovenci nisu mogli dogovoriti s goričkim Slovencima iz društva Soče. Stoga su na skupu slovenskog društva Edinosti na skupu u Bazovici 26. prosinca 1875. odlučili pokrenuti svoj list.
U početku su izlazile svaku drugu i četvrtu subotu u mjesecu. Poslije je izlazio svakog dana osim ponedjeljka.